# Amadej Maroša
Amadej Maroša (ur. 7 lutego 1994 w Murskiej Sobocie) – słoweński piłkarz, występujący na pozycji napastnika.
Wychowanek lokalnego klubu ND Mura 05, spędził w nim większość juniorskiej kariery, z wyjątkiem sezonu 2007/2008, kiedy występował w ŠNK Radgona. Podczas seniorskiej kariery grał kolejno w następujących klubach: NŠ Mura, ND Beltinci, UFC Fehring, AEL Limassol oraz Górnik Zabrze.

## Statystyki
| Klub               | Sezon                | Liga                      | Liga  | Liga   | Puchar kraju | Puchar kraju | Kontynentalne | Kontynentalne | Suma  | Suma   |
| Klub               | Sezon                | Liga                      | Mecze | Bramki | Mecze        | Bramki       | Mecze         | Bramki        | Mecze | Bramki |
| ------------------ | -------------------- | ------------------------- | ----- | ------ | ------------ | ------------ | ------------- | ------------- | ----- | ------ |
| NŠ Mura            | 2012/2013            | 1. SNL                    | 2     | 0      | 0            | 0            | –             | –             | 2     | 0      |
| ND Beltinci        | 2013/2014            | 3. SNL wschód             | 26    | 15     | –            | –            | –             | –             | 26    | 15     |
| ND Beltinci        | 2014/2015            | bdb.                      | bdb.  | bdb.   | bdb.         | bdb.         | –             | –             | bdb.  | bdb.   |
| UFC Fehring        | 2015/2016            | Oberliga Süd-Ost          | 3     | 1      | 1            | 2            | –             | –             | 4     | 3      |
| ND Beltinci        | 2015/2016            | 3. SNL wschód             | 20    | 11     | –            | –            | –             | –             | 20    | 11     |
| ND Beltinci        | Łącznie (dwukrotnie) | Łącznie (dwukrotnie)      | 46    | 36     | 0            | 0            | 0             | 0             | 46    | 36     |
| NŠ Mura            | 2016/2017            | 3. SNL wschód             | 24    | 29     | –            | –            | –             | –             | 24    | 29     |
| NŠ Mura            | 2017/2018            | 2. SNL                    | 30    | 14     | 4            | 3            | –             | –             | 34    | 17     |
| NŠ Mura            | 2018/2019            | 1. SNL                    | 28    | 9      | 6            | 4            | –             | –             | 34    | 13     |
| NŠ Mura            | 2019/2020            | 1. SNL                    | 36    | 13     | 5            | 4            | 2             | 0             | 43    | 17     |
| NŠ Mura            | 2020/2021            | 1. SNL                    | 32    | 5      | 1            | 0            | 3             | 1             | 36    | 6      |
| NŠ Mura            | 2021/2022            | 1. SNL                    | 17    | 5      | 1            | 0            | 13            | 2             | 31    | 7      |
| NŠ Mura            | Łącznie (dwukrotnie) | Łącznie (dwukrotnie)      | 169   | 75     | 17           | 11           | 18            | 2             | 204   | 88     |
| AEL Limassol       | 2021/2022            | Protathlima A’ Kategorias | 14    | 6      | 4            | 0            | –             | –             | 18    | 6      |
| Górnik Zabrze      | 2022/2023            | Ekstraklasa               | 5     | 0      | 2            | 1            | –             | –             | 7     | 1      |
| Ogólnie w karierze | Ogólnie w karierze   | Ogólnie w karierze        | 237   | 107    | 24           | 14           | 18            | 2             | 279   | 125    |

## Sukcesy

### Klubowe
NŠ Mura
- Mistrzostwo Słowenii: 2020/2021
- Zdobywca Pucharu Słowenii: 2019/2020